# Etchebar
Etchebar település Franciaországban, Pyrénées-Atlantiques megyében. Lakosainak száma 74 fő (2022. január 1.). Etchebar Lacarry-Arhan-Charritte-de-Haut, Larrau, Lichans-Sunhar és Licq-Athérey községekkel határos.

## Népesség
A település népességének változása:
| Lakosok száma | 71   | 71   | 76   | 73   | 74   | 75   | 75   | 74   | 74   |
|               | 2013 | 2015 | 2016 | 2017 | 2018 | 2019 | 2020 | 2021 | 2022 |